# Xaintray
Xaintray (1793 noch mit der Schreibweise Xainterais, 1801 Xiantrais) ist eine französische Gemeinde im Département Deux-Sèvres in der Region Nouvelle-Aquitaine mit 238 Einwohnern (Stand: 1. Januar 2022). Sie gehört zum Arrondissement Parthenay und zum Gemeindeverband Val de Gâtine.

## Geografie
Die Gemeinde Xaintray liegt in einem flachen bis sanft hügeligen Gebiet, etwa 20 Kilometer nördlich von Niort und rund 80 Kilometer östlich der Atlantikküste auf einer Höhe zwischen 50 und 127 Meter über dem Meeresspiegel. Das Gemeindegebiet umfasst 11,15 km² und wird vom Fluss Autise durchquert; an der nordwestlichen Gemeindegrenze verläuft sein Zufluss Miochette. Zu Xaintray zählen die Ortsteile Pied Mollet, La Servantière, Bénette, Pichenin und La Rainerie. Nachbargemeinden von Xaintray sind Fenioux im Norden, Pamplie im Nordosten, Surin im Südosten sowie Béceleuf im Süden und Westen.

## Bevölkerungsentwicklung
| Jahr      | 1962 | 1968 | 1975 | 1982 | 1990 | 1999 | 2006 | 2015 | 2022 |
| Einwohner | 296  | 273  | 211  | 186  | 200  | 198  | 227  | 228  | 238  |

Im Jahr 1856 wurde mit 540 Bewohnern die bisher höchste Einwohnerzahl ermittelt. Die Zahlen basieren auf den Daten von cassini.ehess und INSEE.

## Sehenswürdigkeiten
- Château du Logis de Pichenin oder Logis de Puy-Chenin, ein Herrenhaus mit Wassergraben aus dem 12. Jahrhundert, im 17. Jahrhundert ausgebaut, Monument historique[4]
- Kirche Saint-Eugène et Sainte-Marthe, Ende des 12./Anfang des 13. Jahrhunderts errichtet, Monument historique[5]

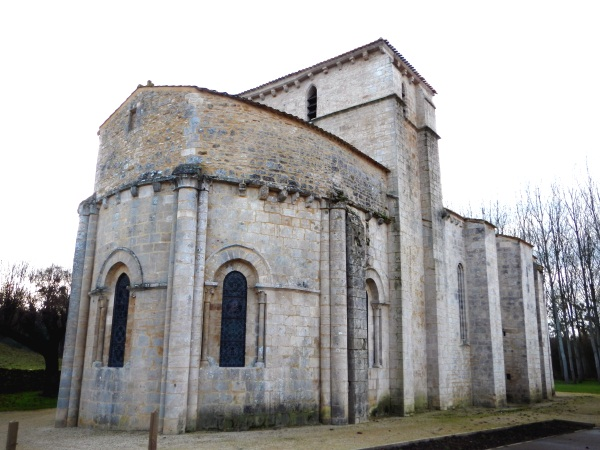
Kirche Saint-Eugène et Sainte-Marthe
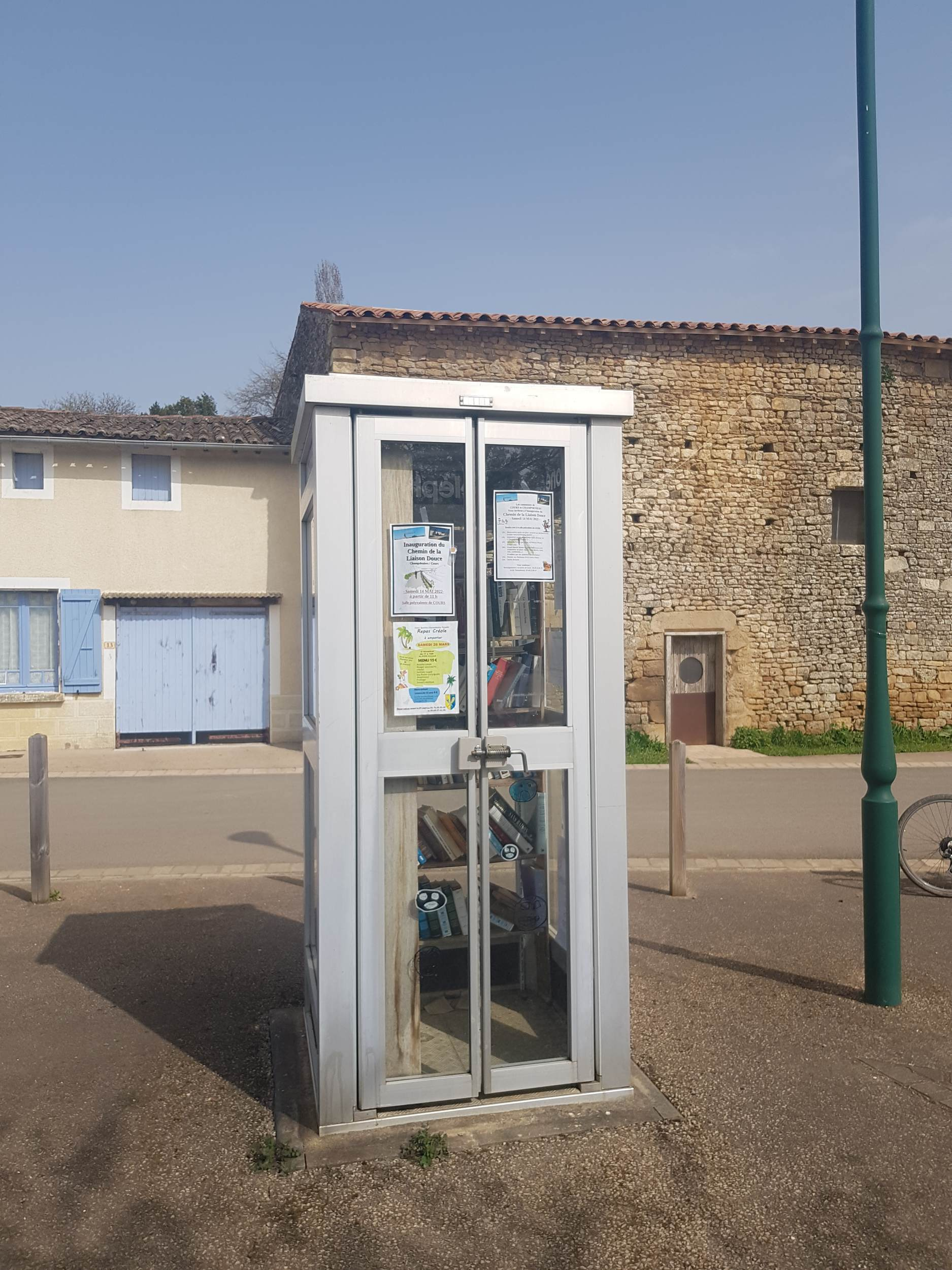
Öffentlicher Bücherschrank

## Wirtschaft und Infrastruktur
In der Gemeinde sind sechs Landwirtschaftsbetriebe ansässig (Getreideanbau, Milchwirtschaft, Rinder-, Ziegen- und Schafzucht, Schweinehaltung).
Xaintray liegt abseits überregional wichtiger Verkehrswege. Zwölf Kilometer südöstlich besteht ein Anschluss an die Autoroute A 83 von Nantes nach Niort. Die 20 Kilometer südlich gelegene Stadt Niort ist ein Bahn- und Straßenknotenpunkt.

## Belege
1. ↑  Ortsname auf cassini.ehess.fr
2. ↑  Xaintray auf cassini.ehess
3. ↑  Xaintray auf INSEE
4. ↑  Eintrag in der Base Mérimée des Kulturministeriums (französisch)
5. ↑  Eintrag in der Base Mérimée des Kulturministeriums (französisch)
6. ↑  Landwirtschaftsbetriebe auf annuaire-mairie.fr (französisch)